# Episodi di Saving Hope (terza stagione)
La terza stagione della serie televisiva Saving Hope, composta da 18 episodi, è stata trasmessa in prima visione assoluta negli Stati Uniti da NBC e in Canada da CTV dal 22 settembre 2014.
In Italia la stagione va in onda in prima visione dal 9 luglio 2017 su Fox Life.
| nº | Titolo originale           | Titolo italiano              | Prima TV originale | Prima TV Italia  |
| -- | -------------------------- | ---------------------------- | ------------------ | ---------------- |
| 1  | Heaven Can Wait            | Il paradiso può attendere    | 22 settembre 2014  | 9 luglio 2017    |
| 2  | Kiss Me Goodbye            | Bacio d'addio                | 25 settembre 2014  | 9 luglio 2017    |
| 3  | Awakenings                 | Risvegli                     | 2 ottobre 2014     | 16 luglio 2017   |
| 4  | Stand By Me                | Stammi vicino                | 9 ottobre 2014     | 16 luglio 2017   |
| 5  | Breaking Away              | Separarsi                    | 16 ottobre 2014    | 23 luglio 2017   |
| 6  | Joel 2:31                  | La Luna rossa                | 23 ottobre 2014    | 23 luglio 2017   |
| 7  | The Way We Were            | Come eravamo                 | 26 novembre 2014   | 30 luglio 2017   |
| 8  | The Heartbreak Kid         | Cuori spezzati               | 3 dicembre 2014    | 30 luglio 2017   |
| 9  | The Other Side of Midnight | L'altra faccia di mezzanotte | 10 dicembre 2014   | 6 agosto 2017    |
| 10 | Days of Heaven             | Memorie dall'aldilà          | 17 dicembre 2014   | 6 agosto 2017    |
| 11 | The Parent Trap            | La trappola dell'amore       | 7 gennaio 2015     | 13 agosto 2017   |
| 12 | Hearts of Glass            | Cuori di vetro               | 7 gennaio 2015     | 13 agosto 2017   |
| 13 | Narrow Margin              | Un figlio                    | 14 gennaio 2015    | 20 agosto 2017   |
| 14 | Trading Places             | Scambio di posto             | 21 gennaio 2015    | 20 agosto 2017   |
| 15 | Remains of the Day         | Quel che resta del giorno    | 28 gennaio 2015    | 27 agosto 2017   |
| 16 | A Simple Plan              | Un semplice piano            | 4 febbraio 2015    | 27 agosto 2017   |
| 17 | Fearless                   | Senza paura                  | 11 febbraio 2015   | 3 settembre 2017 |
| 18 | All The Pretty Horses      | Premonizioni                 | 18 febbraio 2015   | 3 settembre 2017 |